# Soex India
SoeX India Pvt Ltd ist ein indischer Tabakhersteller und ein Tochterunternehmen von Sopariwala Exports, der einige seiner Produkte auf Basis von Zuckerrohr herstellt, darunter auch einen Tabakersatz für Wasserpfeifen. Der tabakfreie Ersatz wird unter dem Label "SoeX" vertrieben. Der normale Tabak trägt den Namen Afzal. Neben Shishatabak produziert Soex unter anderem normale Zigaretten, tabakfreie Zigaretten (beides in Form sogenannter Beedies), Snuff und Snus.

## Export
Die Produkte werden international vertrieben. Obwohl die Firma schon seit 1972 in der Tabakproduktion tätig ist und Shishatabak schon seit 2003 herstellt, ist dieser erst seit 2006 begrenzt in Deutschland erhältlich. Seit 2022 importiert die Firma B&B Hookah den AFZAL Tabak für Deutschland. Laut Angaben des Vize-Präsidenten von Soex India, Patil Narendra, beliefert Soex mittlerweile 75 Prozent aller Länder der Erde.
In Deutschland unterliegt der Tabakersatz dennoch dem Tabakgesetz. So durfte auch dieser einen Feuchtigkeitsanteil von 5 % bis zum Mai 2016 nicht überschreiten. Der von Soex hergestellte nikotinfreie Wasserpfeifen-Tabakersatz wird in verschiedenen Aromen vertrieben.